# Трифоновский сборник
Трифоновский сборник – рукописный сборник конца XIV – начала XV веков, содержащий церковные правила, слова и поучения, обращенные к православному духовенству и мирянам.

## Описание
Сборник составлен во Пскове и является вкладом священноинока Трифона в Новгородский Видогощинский монастырь (об этом сообщается в записи на первом листе рукописи).
Трифоновский сборник – памятник книжного искусства и один из самых ранних литературных памятников, в которых утверждается новый взгляд на путь спасения души. Под влиянием переживаний о грядущем конце света, который должен был наступить 1492 г., в массовом религиозном сознании утверждается идея о том, что спасение души должно быть заслужено, и путь к нему лежит через покаяние и молитву. Именно в это время получают широкое распространение такие религиозные практики, как исповедь и церковное поминовение усопших.
Сборник является ценнейшим источником для изучения духовной и религиозной культуры Руси XV века. В его составе 92 статьи, надписанные именами греческих отцов церкви (Иоанна Златоуста, Григория Двоеслова, Василия Великого) и русских святых (Кирилла Туровского, Феодосия Печерского). К числу сочинений, в которых наиболее ярко отразилась смена представлений о содержании духовной жизни православного христианина, следует отнести «Предьсловие честнаго покаяния», «Слово о лживых учителех», канонический трактат «Власфимия».
Рукопись состоит из пергаменных и бумажных листов, текст написан мелким «русским» полууставом. Книгу украшают красочные заставки тератологического стиля и многочисленные инициалы неовизантийского, тератологического и плетеного орнаментов. В языке рукописи отмечаются псковские диалектные особенности.
Книга поступила в 1919 г. в фонд РНБ в составе Библиотеки Новгородского Софийского собора.